# Michel Suleyman
Michel Suleyman (Arabisch: ميشال سليمان) (Amchit, 21 november 1948) was de president van Libanon van 25 mei 2008 tot 25 mei 2014. Daarvoor was hij opperbevelhebber van het Libanese leger. Nadat de strijdende partijen in Libanon in mei 2008 een langslepende crisis hadden opgelost, kon Suleyman tot president worden gekozen, als opvolger van Émile Lahoud. Het akkoord kwam tot stand door bemiddeling van de premier van Qatar, Sjeik Hamad bin Jassim bin Jabr al-Thani.
Onderdeel van het akkoord was de vorming van een regering van nationale eenheid. De oppositie van Hezbollah en bondgenoten zou hierin een vetorecht krijgen. Op 28 mei herbenoemde Suleyman Fouad Siniora tot minister-president van Libanon, nadat een meerderheid van 68 parlementsleden achter zijn kandidatuur stond. De prowesterse partijen en de pro-Syrische partijen werden het in juli 2008 eens.
Tijdens de oprichting van de Unie voor het Middellandse Zeegebied, op 13 juli 2008, had Suleyman een ontmoeting met de Syrische president Bashar al-Assad in Parijs. Ze spraken af dat ze ambassades in elkaars landen gingen openen. Op 13 augustus reisde Suleyman naar Damascus, waar het diplomatieke akkoord werd beklonken.
In juni 2009 werden de parlementsverkiezingen overtuigend gewonnen door een alliantie rond Saad Hariri. Deze weigerde aanvankelijk de nationale coalitie voort te zetten op basis van een vetorecht voor Hezbollah, maar een gezamenlijk optreden van koning Abdullah van Saudi-Arabië en president Assad van Syrië forceerde een regeerakkoord. Na ruim een jaar viel deze coalitie uiteen toen premier Hariri weigerde om de medewerking met het Libanontribunaal in het Nederlandse Leidschendam te beëindigen. Behalve de ministers van Hezbollah met bondgenoten trokken ook de Druzen en de door president Suleyman rechtstreeks benoemde ministers zich terug, waarna Hariri zijn ontslag indiende. Daarop kwam weer net als voor de verkiezingen van 2009 een nationaal kabinet tot stand, ditmaal onder leiding van de soennitische gematigde moslim en premier Najib Mikati, die als gematigd medestander van Syrië geldt.
Michel Suleyman is een katholiek christen en behoort tot de Maronitische Kerk.